# Paratemnoides obscurus
Paratemnoides obscurus är en spindeldjursart som först beskrevs av Beier 1959.  Paratemnoides obscurus ingår i släktet Paratemnoides och familjen Atemnidae. Inga underarter finns listade i Catalogue of Life.